# Collegium Trilingue
Collegium Trilingue (Collegium Trilinguae, Collegium Buslidianum, Collège des Trois-Langues) − kolegium założone w 1517 dzięki mecenatowi renesansowego humanisty Hieronymusa Busleydena. Powstanie szkoły zainspirował przyjaciel Busleydena, Erazm z Rotterdamu. Inauguracja kolegium nastąpiła we wrześniu 1518, a Erazm przez kilka lat osobiście nim zarządzał. 
Collegium Trilingue stanowiło część Uniwersytetu Lowańskiego. Nauczano w nim trzech języków: hebrajskiego, łaciny i greki.
Szkoła miała charakter prekursorski. Na jej wzór król Francji Franciszek I Walezjusz zorganizował założone w 1530 Collège royal (obecnie Collège de France). Król starał się nakłonić Erazma do udziału w pracach tej szkoły, Erazm odrzucił jednak tę ofertę.